# Acalypha buchtienii
Acalypha buchtienii är en törelväxtart som beskrevs av Ferdinand Albin Pax. Acalypha buchtienii ingår i släktet akalyfor, och familjen törelväxter. Inga underarter finns listade i Catalogue of Life.